# Jacques Brugnon
Jacques Brugnon, född 11 maj 1895 i Paris, död 20 mars 1978 i Paris, var en fransk tennisspelare. Jacques Brugnon, med tillnamnet "Toto", var den äldsta av de franska tennisspelande "fyra musketörerna", som dominerade världstennisen under senare delen av 1920-talet och de första åren av 1930-talet. Brugnon var framförallt framgångsrik som dubbelspelare. Brugnon upptogs 1976 tillsammans med de övriga "musketörerna" i International Tennis Hall of Fame.

## Tenniskarriären
Tillsammans vann de fyra musketörerna (Henri Cochet, René Lacoste, Jean Borotra och Jacques Brugnon) ett stort antal titlar i Grand Slam-turneringarna. Brugnon som var dubbelspecialist vann 11 dubbel- och fem mixed dubbel-titlar, men aldrig någon singeltitel, i GS-turneringarna. Fyra av dubbeltitlarna vann han i Wimbledonmästerskapen, varav två med Cochet och två med Borotra. Mixed dubbel-titlarna vann han i Franska mästerskapen tillsammans med Suzanne Lenglen. 
Brugnon var också en god singelspelare, han nådde semifinal i Wimbledon 1926 och kvartsfinal året därpå. Han rankades som nummer nio och tio i världen 1926-27. 
Särskilt bekanta är de fyra musketörerna för sina sex raka Davis Cup-titlar för Frankrike perioden 1927-32. Brugnon deltog i det franska DC-laget 1921-34 och spelade 37 matcher, varav alla utom två var i dubbel. Han vann, med Cochet eller Borotra som partner, 26 av dessa.

## Spelaren och personen
Jacques Brugnon var liten till växten och "spensligt" byggd. Hans spelstil var klassisk med svepande slag som inte var särskilt hårda. Däremot hade han en superb förmåga att placera bollarna, och hans attacklobb var en av mycket god klass. Detta gjorde honom till en av de bästa dubbelspelarna någonsin. 
Efter avslutad tävlingskarriär verkade Brugnon under en period som tennislärare i Kalifornien.

## Titlar iGrand Slam-turneringar
- Australiska mästerskapen
  - Dubbel - 1928
- Franska mästerskapen
  - Dubbel - 1922 (slutna nationella mästerskap), 1927, 1928, 1930, 1932, 1934
  - Mixed dubbel - 1921, 1922, 1923 (slutna nationella mästerskap), 1925, 1926
- Wimbledonmästerskapen
  - Dubbel - 1926, 1928, 1932, 1933